# Neurofunk
Neurofunk es un subgénero del drum and bass que surge en la segunda mitad de los años 90 como evolución del techstep. Sus pioneros son productores como Ed Rush, Optical y Matrix.

## Historia y características
El término neurofunk es acuñado por el crítico musical inglés Simon Reynolds en 1997 como forma de clasificar el sonido hacia el que había evolucionado el techstep como contraposición al cada vez más popular speed garage.

Si el (...) techstep es definido por su producción deliberadamente sucia, los riffs bombásticos y una psicosis explosiva, este nuevo sonido tiene más que ver con una limpieza compulsiva en la producción, espeluznantes blips ’n’ blurts, líneas de bajo ultra complicadas y una neurosis implosiva. Clásicos del techstep como "Squadron" de Trace & Nico suenan como un maníaco corriendo preso de un ataque de locura; los temas de neurofunk suenan como un acosador, furtiva y mórbidamente obsesivos.

Así, el neurofunk se configura entre 1997 y 1998 como una evolución del techstep que yuxtapone elementos de las formas más duras y pesadas de funk con múltiples influencias derivadas del techno, del house e incluso del jazz. La producción busca las atmósferas oscuras, lo que se logra con múltiples acordes consecutivos sobre la línea de bajo utilizando armonías funk frente al sonido industrial precedente, una estructura rítmica formada por back beats afilados en vez de breakbeats y a través de la ausencia del característico drop. Este tipo de sonido puede oírse en temas como "Funktion" de Ed Rush & Optical o en su primer álbum, Wormhole publicado en 1998.

## Temas representativos
- Misanthrop - Evacuate
- Stakka & Skynet – Violent Extremes
- Psion – Reverse Engineering
- TeeBee – Meteron
- Black Sun Empire – Firing Squad
- Kraken – Illusions
- Wrisk – Diced Turkey
- Phace – Brainwave
- Ed Rush & Optical – Bacteria
- Matrix – Apache
- Noisia – The Distance
- Bad Company – The Nine
- Spor – Breath in,Scream out
- N.Phect & Dizplay – White Russian
- Desimal - Afterlife
- Zardonic - Nexus Polaris
- Merikan - "Untameable"

## Músicos significativos
- Audio
- AKOV
- Bad Company
- Barbarix
- Billain
- Black Sun Empire
- Break
- Calyx
- Cause 4 Concern
- Corrupt Souls
- Current Value
- Dead Entity
- Dub Elements
- Ed Rush & Optical
- Gancher & Ruin
- Gridlok
- Gydra
- Emperor
- Hedj
- Hive
- Magnetude
- Matrix
- Mefjus
- Misanthrop
- L33
- Noisia
- Optiv & BTK
- Pythius
- Phace
- RedPill
- Rawtekk
- Silent Witness
- Sinister Souls
- Spor
- State Of Mind
- StoNeuro
- TeeBee
- Phace
- Pendulum
- Teddy Killerz
- The Clamps
- The Upbeats
- Tobax
- Volatile Cycle
- Zardonic
- Zombie Cats